# Selachohemecus benzi
Selachohemecus benzi is een soort in de taxonomische indeling van de platwormen (Platyhelminthes). De worm is tweeslachtig en kan zowel mannelijke als vrouwelijke geslachtscellen produceren. De soort leeft in zeer vochtige omstandigheden.
De platworm behoort tot het geslacht Selachohemecus en behoort tot de familie Aporocotylidae. De wetenschappelijke naam van de soort werd voor het eerst geldig gepubliceerd in 2006 door Bullard & Overstreet.